# Peršaja Liha 2011
La Peršaja Liha 2011 è stata la 21ª edizione della seconda serie del campionato bielorusso di calcio. La stagione è iniziata il 23 aprile 2011 ed è terminata il 19 novembre successivo.

## Stagione

### Novità
Al termine della passata stagione, è salito in massima serie il Homel'. Sono retrocesse in Druhaja liha il Kamunal'nik Slonim e il Lida.
Dalla Vyšėjšaja Liha 2010 è retrocesso il Partyzan Minsk. Dalla Druhaja liha sono saliti Haradzeja, Sluckcukar.
Il Veras Njasviž si è ritirato al termine della passata stagione ed è stato sostituito dal Klečask Kleck.
Lo Sluckcukar, prima dell'inizio del campionato, ha cambiato denominazione in Sluck

### Formula
Le sedici squadre si affrontano due volte, per un totale di trenta giornate.
La prima classificata viene promossa in Vyšėjšaja Liha 2012. La seconda, invece, disputa uno spareggio promozione-retrocessione con la penultima classificata della Vyšėjšaja Liha 2011. Le ultime due, infine, retrocedono in Druhaja liha.

## Classifica finale
|  | Pos. | Squadra            | Pt | G  | V  | N  | P  | GF | GS | DR  |
|  | ---- | ------------------ | -- | -- | -- | -- | -- | -- | -- | --- |
|  | 1.   | Slavija-Mazyr      | 71 | 30 | 22 | 5  | 3  | 53 | 17 | +36 |
|  | 2.   | Partyzan Minsk     | 65 | 30 | 20 | 5  | 5  | 59 | 26 | +33 |
|  | 3.   | Haradzeja          | 55 | 30 | 16 | 7  | 7  | 51 | 31 | +20 |
|  | 4.   | SKVIČ Minsk        | 54 | 30 | 16 | 6  | 8  | 57 | 27 | +30 |
|  | 5.   | Sluck              | 49 | 30 | 13 | 10 | 7  | 44 | 33 | +11 |
|  | 6.   | Vedryč-97 Rėčyca   | 46 | 30 | 13 | 7  | 10 | 40 | 34 | +6  |
|  | 7.   | Chvalja Pinsk      | 45 | 30 | 13 | 6  | 11 | 52 | 38 | +14 |
|  | 8.   | Hranit Mikašėvičy  | 43 | 30 | 11 | 10 | 9  | 38 | 35 | +3  |
|  | 9.   | Klečask Kleck      | 41 | 30 | 12 | 5  | 13 | 45 | 42 | +3  |
|  | 10.  | Polack             | 35 | 30 | 9  | 8  | 13 | 36 | 39 | -3  |
|  | 11.  | Smarhon'           | 34 | 30 | 9  | 7  | 14 | 32 | 45 | -13 |
|  | 12.  | DSK-Homel'         | 34 | 30 | 8  | 10 | 12 | 28 | 34 | -6  |
|  | 13.  | Rudzensk           | 33 | 30 | 9  | 6  | 15 | 25 | 40 | -15 |
|  | 14.  | Chimik Svetlahorsk | 32 | 30 | 10 | 2  | 18 | 32 | 48 | -16 |
|  | 15.  | Belkard Hrodna     | 29 | 30 | 8  | 5  | 17 | 30 | 55 | -25 |
|  | 16.  | Baranavičy         | 3  | 30 | 0  | 3  | 27 | 10 | 90 | -80 |

Legenda:
      Promossa in Vyšėjšaja Liha 2012.
   Ammesso allo spareggio promozione-retrocessione.
      Retrocessa nelle Druhaja Liha 2012
Note:
Tre punti a vittoria, uno a pareggio, zero a sconfitta.

## Spareggio promozione-retrocessione
|                | Risultati |                | Luogo e data             |
| -------------- | --------- | -------------- | ------------------------ |
| Partyzan Minsk | 2 - 0     | Vicebsk        | Minsk, 1º dicembre 2011  |
| Vicebsk        | 2 - 1     | Partyzan Minsk | Vicebsk, 4 dicembre 2011 |
|                |           |                |                          |